# Departamento de Maghama
Maghama es un departamento de la región de Gorgol, en Mauritania. En marzo de 2013 presentaba una población censada de 68 465 habitantes. Está formado por las siguientes comunas, que se muestran asimismo con población de marzo de 2013:
- Beilouguet Litame 4,152
- Daw 7,050
- Dolol Civé 5,072
- Maghama 16,102
- Sagné 10,820
- Toulel 8,604
- Vréa Litama 4,639
- Wali Djantang 12,026[1]